# Banna (torrent)
Pour les articles homonymes, voir Banna.
Le torrent Banna est un affluent de droite du fleuve Pô, s'écoulant dans la région du Piémont en Italie, d'abord dans la province d'Asti sur un tronçon court, puis dans la province de Turin. Il se jette dans le Pô juste en amont de la confluence de celui-ci et du torrent Tepice. Malgré cela, les deux torrents ont des bassins hydrographiques indépendants de leur voisinage et pour les caractéristiques géographiques identiques, ils sont analysés conjointement dans les documents de planification hydriques officiels. 

## Parcours

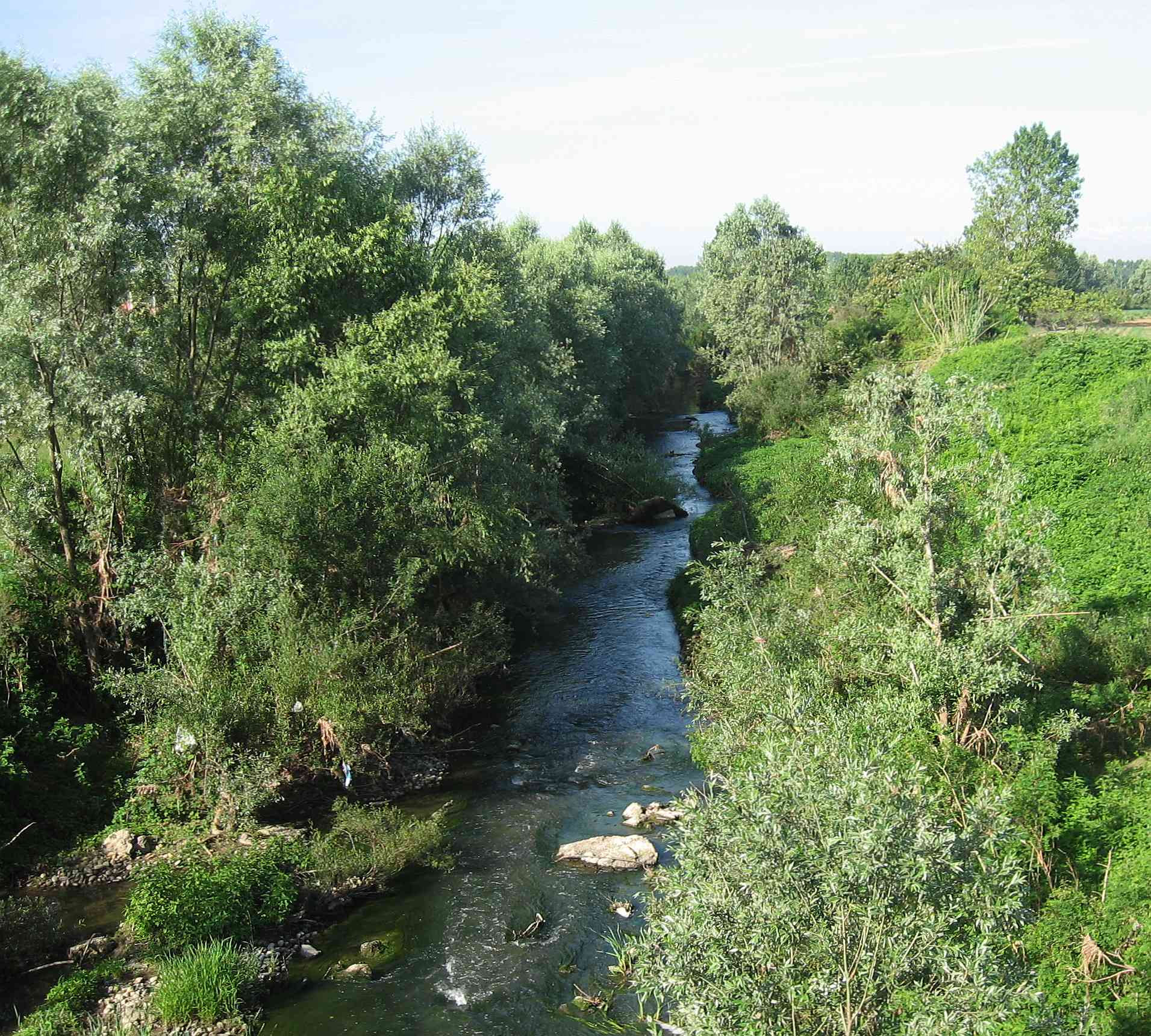
Ruisseau Banna à Poirino.

Il naît à 300 m d’altitude d’un bras appelé Rio Bannetto qui coule entre les collines de Buttigliera d'Asti. Pointant vers le Sud, il rejoint Villanova d'Asti, où il passe vers la sortie de l’autoroute Turin-Plaisance, puis dévie vers l’Ouest. Arrivé en province de Turin il reçoit de droite les eaux du Rio Borgallo. À peine au nord de Poirino, il passe sous la route nationale 29 (it) « du col de Calibone » (dit aussi col d'Altare) (Strada statale 29 del Colle di Cadibona) et reçoit à gauche le Rio Verdev. Après avoir traversé la cité de Santena, il s’écoule entre les communes de Cambiano, Moncalieri et Villastellone, reçoit l’apport important du Rio Stellone ; conflue enfin dans le Pô peu au sud de Bauducchi (Moncalieri).

## Principaux affluents
- Rio Stellone

- Rio Borgallo
- Rio Verde

## Hydrologie
Le bassin fait 484,3 km2 et le module est de 5,7 m3/s.

### Débit moyen
Source : [PDF] AA.VV., Piano di tutela della acque - Allegato tecnico II.h/1 Bilancio delle disponibilita' idriche naturali e

## Analyse environnementale
Le cours du torrent est particulièrement pollué.
L'indice d’État du cours d’eau (SACA) en 2002 s’est révélé comme mauvais dans les stations de relevage de Poirino et de Moncalieri, et la faune quasiment absente sur la majeure partie de son cours. Le Banna a même causé diverses inondations. La dernière s’est vérifiée en 1994 quand le torrent a envahi diverses zones habitées de Poirino et Santena, provocant un désastre.

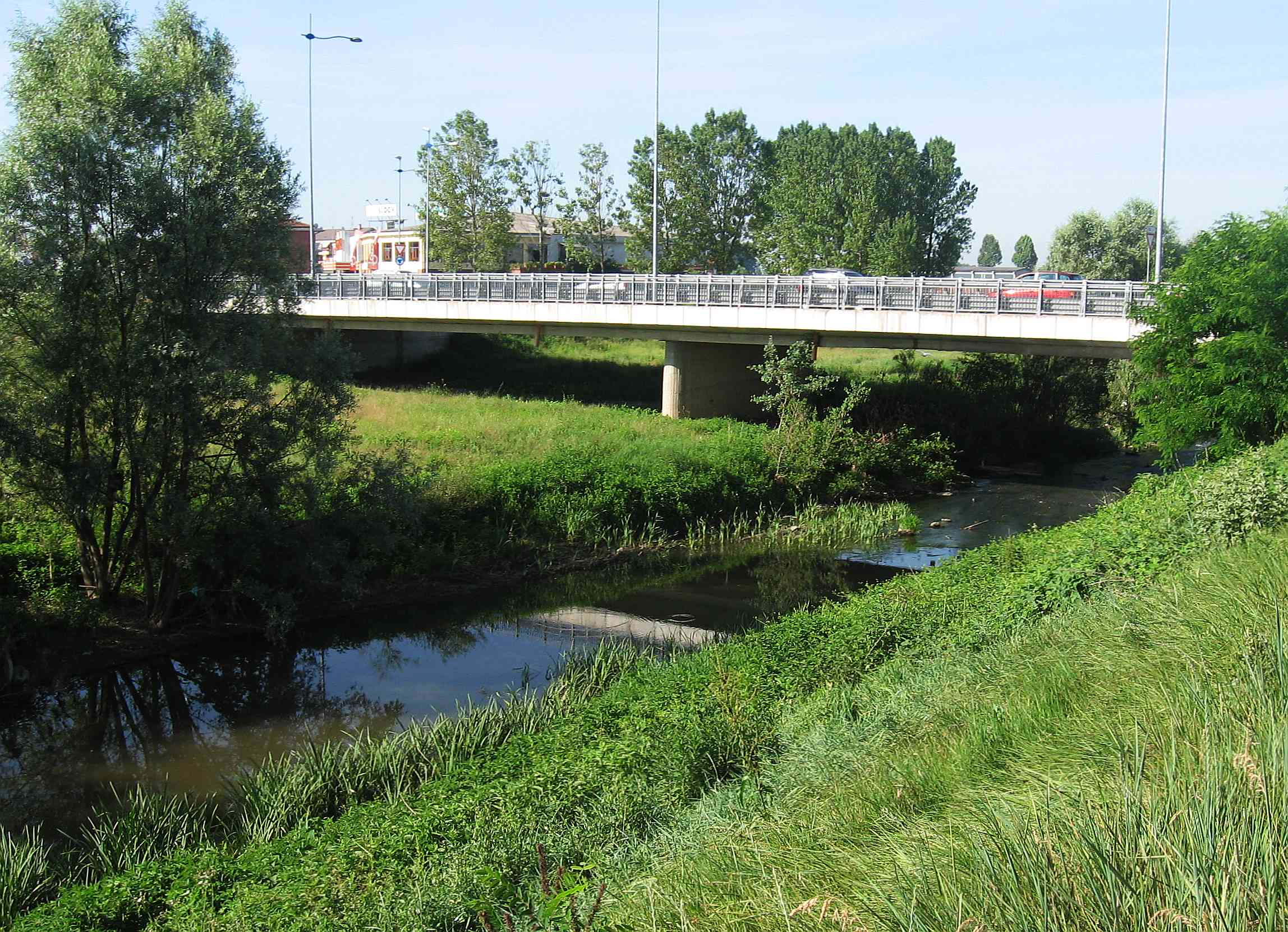
Le pont de la route nationale 29 à Poirino.

## Sources
- (it) Cet article est partiellement ou en totalité issu de l’article de Wikipédia en italien intitulé « Banna » (voir la liste des auteurs).